# Buitrago del Lozoya
Buitrago del Lozoya est une commune d’Espagne, située dans la communauté autonome de Madrid.

## Lieux
- Le Musée Picasso de Buitrago

## Personnalités liées
- Eugenio Arias (1909-2008), exilé en France sous l'Espagne franquiste, ami de Picasso, est né dans la commune.